# Mouvement patriotique pour le renouveau
Le Mouvement patriotique pour le renouveau (MPR) est un parti politique malien créé en 1995. Il est dirigé par Choguel Kokalla Maïga, ancien dirigeant de l’Union démocratique du peuple malien (UDPM), parti unique sous le régime de Moussa Traoré. Le symbole du MPR est le tigre et sa devise « Unité et défense de la patrie malienne » (UDPM, les mêmes initiales que l’Union démocratique du peuple malien, parti unique sous Moussa Traoré).

## Historique

### 1995-2002: Héritier de Moussa Traoré, opposé à Alpha Oumar Konaré
Le MPR revendique l’héritage du régime de Moussa Traoré. Il a été dans l’opposition au président Alpha Oumar Konaré.
En octobre 1996, le MPR rejoint le Rassemblement des forces patriotiques, rassemblement constitué par certains partis de l’opposition, le Bloc pour la démocratie et l'intégration africaine (BDIA), le Parti pour la démocratie et le progrès (PDP), l’Union pour la démocratie et le développement (UDD) et le Parti malien pour le développement et le renouveau (PMDR) en vue des élections prévues en 1997.
À la suite de l’annulation du premier tour des élections législatives en raison de graves irrégularités (absence de listes électorales fiables), le MPR participe avec les autres partis de l’opposition au boycott de l’élection présidentielle et des nouvelles élections législatives.
Le 30 octobre 2001, Choguel Kokalla Maïga, est reconduit à la présidence du parti.

### Depuis 2002, un soutien à Amadou Toumani Touré
En 2002, Choguel Kokalla Maïga obtient 2,73 % des voix au premier tour de l’élection présidentielle. Au second tour, le MPR a soutenu la candidature d’Amadou Toumani Touré.
Aux élections législatives suivantes, le MPR a intégré la coalition « Espoir 2002 » avec le Rassemblement pour le Mali et le Congrès national d’initiative démocratique (CNID).
Le MPR participe Gouvernement d'Ahmed Mohamed ag Hamani du 16 octobre 2002 d’Ousmane Issoufi Maïga  puis au Gouvernement d'Ousmane Issoufi Maïga du 2 mai 2004. Choguel Kokalla Maïga y occupe le poste de ministre de l’Industrie et du Commerce.
Le 31 juillet 2009 ; le MPR créé avec l’Alliance pour la démocratie au Mali-Parti africain pour la solidarité et la justice (Adema-Pasj) et l’Union pour la république et la démocratie un intergroupe parlementaire qui regroupe 86 des 147 députés.

## Résultats électoraux
| Année | Élection                           | Scores et observations                                                                                    |
| 1997  | Élection présidentielle            | A boycotté l’élection                                                                                     |
| 1997  | Élections législatives             | A boycotté les élections                                                                                  |
| 1998  | Élections communales               | |
| 1999  | Élections communales               | |
| 2002  | Élection présidentielle            | 1er tour : Choguel Kokalla Maïga 2,73 % 2d tour : a soutenu Amadou Toumani Touré                          |
| 2002  | Élections législatives             | 5 députés (sur 147) (coalition Espoir 2002)                                                               |
| 2004  | Élections communales               | 444 conseillers ; 18 maires (sur 703)                                                                     |
| 2007  | Élection des conseillers nationaux | 2 conseillers (sur 75)                                                                                    |
| 2007  | Élection présidentielle            | Membre de l’Alliance pour la démocratie et le progrès qui a soutenu la candidature d’Amadou Toumani Touré |
| 2007  | Élections législatives             | 8 députés (sur 147)                                                                                       |
| 2009  | Élections communales               | 396 conseillers                                                                                           |